# کاتالان شمالی

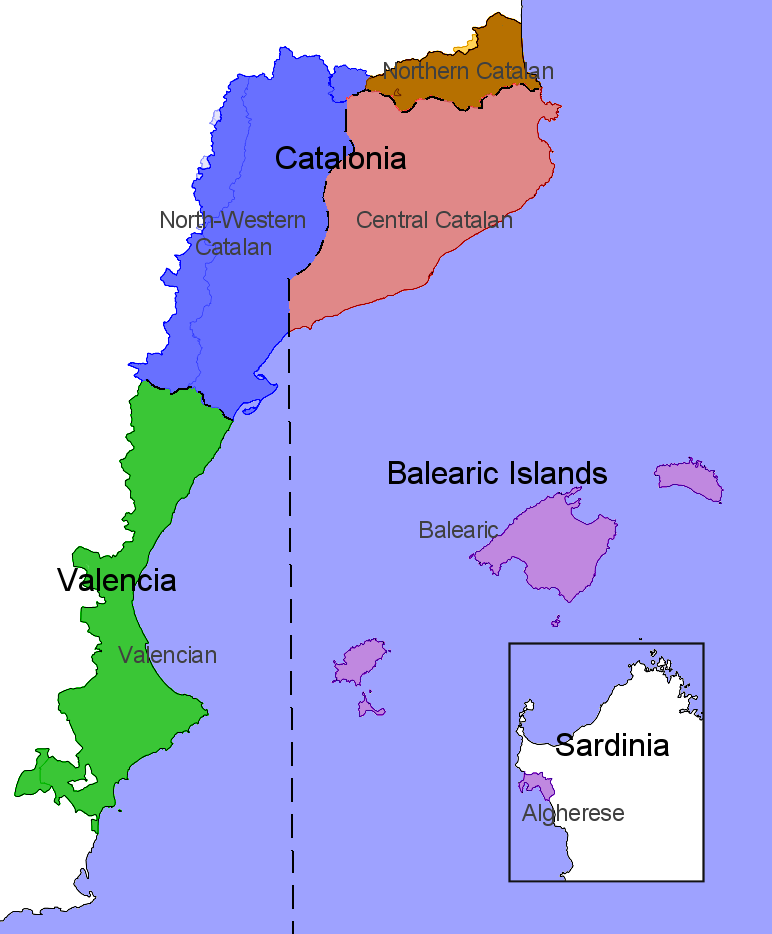
نقشه گویش‌های کاتالان، کاتالان شمالی به رنگ قهوه‌ای

کاتالان شمالی (català septentrional) گویشی از زبان کاتالان است که بیشتر در کاتالونیای شمالی و همچنین در بخش شمال شرقی کاتالونیای جنوبی گفتگو می‌شود. این گویش وام‌واژگان بسیاری را از اکسیتان و فرانسوی پذیرفته‌است.